# Sagin
A sagin (sumer 𒄊𒄸 GIRI2.ḪUB2, šagina(na), šakan6, 𒆧𒄸 KIŠ.ḪUB2, šakan 𒌋𒃶, šakan3 𒀲, šakkan6, katonai kormányzó, elöljáró) az ókori Mezopotámia egyik adminisztratív és uralkodói címe volt. A III. uri dinasztia királya, Sulgi birodalmának belső területeit (polgári) helytartókkal, enszikkel kormányozta, míg a periferiális területeket a nagyobb önállóságot élvező és másképpen, „egy összegben” adózó saginokkal. A cím további előzményei a sumer 𒇽𒃻 LU2.GAR összetételből származó akkád szakinnu, szakkinu, szákinu, saknu (sumer 𒃻𒆳 GAR.KUR. A sumer szó pontos akkád megfelelője a sakkanakku, amely kifejezetten alkirályt jelent.
Az Eufrátesz középső folyásánál levő Mári uralkodói is felvették az akkád sakkanakku címet, de ők nem kapcsolódtak be az uri birodalom gazdasági vérkeringésébe, függőségük meglehetősen névleges volt eszerint. A máribeli sakkanakkuk hamarosan önálló királyokká lettek, csak címükben tartották meg a korábbi megnevezést, majd Apilkín már a lugal címet is felvette mellé. Ekkor a sumer reneszánsz idején ismét nem sakkanakku, hanem sagin lett a megnevezés. A folyamat hasonló a korai hettita uralkodókéra, akik az asszír kereskedőkolóniák (kárumok) vezetőinek „rabâʿum” (körülbelül nagyherceg) címét vették fel királyként.